# Фромер Стоп
Фромер Стоп је мађарски пиштољ који је направљен од стране ФЕГ-а (Творница оружје и машина) у Будимпешти. Дизајнорао га је Рудолф Фромер, и оригинални дизајн је усвојен са Пиштоља 12М 1912, створен за Краљевску мађарску армију. Пиштољ је направљен у различитим формама од 1912 до 1945 и кориштен је у Оружаним снагама Мађарске као и током Првог свјетског рата, од стране Турског царства у ограниченим количинама. Стоп је 165 мм дугачак са 95 мм дугачком цијеви са 4 бразде. Неоптерећена маса 610 г, и одвојиви магавин има 7 метака.

## Карактеристике
Стоп има инкомпониране карактеристике дизајна ранијих фромер пиштоља укључујући Модел 1901 (M1901) и M1904 изведен из Рот–Теодоровић пиштољa. Претходник Стоп пиштоља, M1910, био је у калибру 7.65mm (.32-калибар) чаура има пресовање на дну метка. Овај метак је постигао брзину од 260 м/с од оружја. Фромер је редизајнирао пиштољ са више конвенционалног распореда. Патентиран 1912, ова варијанта је прављена од 1919 до 1939, под називом Пиштољ 19M. Усвојен је као званично оружје Мађарских оружаних снага. Посљедња верзија Стопа, Пиштољ 39M, произведен је у калибру .380 AЦП. Међутим никада није прихваћен као сервисни пиштољ.